# Грицютенко Іван Єфремович
Грицютенко Іван Єфремович (нар. 26 жовтня (8 листопада) 1914, с. Золотарівка, тепер Попаснянського району Луганської області — 17 липня 1995, Львів) — український мовознавець, доктор філологічних наук з 1976, професор з 1977.

## Біографія
Закінчив 1938 Київський університет.
Завідував кафедрами української мови Вінницького педагогічного інституту (1950–1953), Одеського університету (1953–1959), у 1972–1978 — завідувач кафедри загального мовознавства і російської мови Львівського університету, 1978–1980 — професор цієї кафедри.
Був ініціатором утворення окремої кафедри загального мовознавства у Львівському університеті, протягом 1980–1988 очолював її, а в 1988–1993 працював професором цієї кафедри.

## Наукова діяльність
Автор праць з діалектології, історії української літературної мови кінця 19 — початку 20 ст., українського мовознавства та порівняльної граматики східнослов'янських мов:
- «Нариси з порівняльної граматики східнослов'янських мов» (1958, російською мовою; у співавт.),
- «Мова та стиль художніх творів Панаса Мирного» (1959),
- «Естетична функція художнього слова» (1972),
- «Іван Франко і питання теорії художньо-образного мовлення» (1985) та ін.